# Ouled Driss
Ouled Driss è un comune dell'Algeria, situato nella provincia di Souk Ahras.